# Camões e i Tagidi
Camões e i Tagidi (Camões e as Tágides) è un dipinto a olio su tela dipinto nel 1894 dall'artista portoghese del periodo realista Columbano Bordalo Pinheiro (1857-1929). Attualmente si trova al museo Grão Vasco, a Viseu.
La composizione, come indica il titolo, rappresenta l'incontro fantastico tra Luís de Camões e le Tagidi alle quali, seguendo i maestri dell'antichità, chiese l'ispirazione per scrivere I Lusiadi proprio all'inizio del poema epico, nella quarta e quinta strofa del primo canto. Anche se nel titolo nelle fonti italiane viene usato l'articolo maschile, le Tagidi sono delle figure femminili, e sono le ninfe del fiume Tago.

## Storia
L'opera fu esposta per la prima volta nella galleria della libreria Gomes al Chiado, nel 1894, e nel 1896 fu esposta all'esposizione internazionale di Berlino. Allora apparteneva alla galleria di Francisco Costa Falcão e in seguito fu venduta in un'asta realizzata all'inizio del 1930, dove fu acquistata dal pittore José Campas, che la vendette, a sua volta, nell'aprile dello stesso anno, al museo Grão Vasco, che allora aveva come primo direttore Francisco Almeida Moreira. Dal 1931 l'opera è esposta in questo museo.

## Descrizione
Leggermente a destra del gruppo delle Tagidi, spicca la figura di Camões, seduto sopra una roccia. La sua barba è dipinta rifacendosi ai suoi ritratti più antichi, egli indossa un farsetto e una mantellina marrone, tende la mano destra e rivolge lo sguardo verso tre Tagidi, che si trovano nel lato sinistro. Le Tagidi sono nude, sedute sulla sabbia, hanno i capelli raccolti e conversano con il poeta. Nella scena c'è anche un'altra Tagide sul lato sinistro, quasi sfumata nella nebbia che evapora dalle acque del Tago, e nel lato opposto, un po' più distante, si vede in lontananza la torre di Belém.
La figura del poeta, avvolto in un manto scuro e seduto su una roccia della spiaggia, contrasta con le Tagidi ispiratrici, dai corpi bianchi e ben modellati. I loro volti, molto concreti e quasi familiari, contrastano con gli elementi della natura, diffusi e rappresentati in modo sfocato. Secondo Almeida Coutinho, Camões e i Tagidi è una grande composizione dallo stile classico, nella quale le ninfe sembrano fondersi con l'ambiente marino al quale appartengono. Il loro movimento fa da sfondo al recitativo del poeta portoghese, e l'eleganza della composizione rende il quadro uno dei migliori dell'artista.
La composizione è definita da una diagonale, sottolineata dalla posizione della ninfa sdraiata in primo piano, che si estende lungo il braccio destro del poeta e che prosegue nella zona scura tra le nubi. La diagonale sembra separare una zona più illuminata da un'altra con delle tonalità più scure. Lo sguardo di due delle ninfe e la posizione della gamba sinistra del poeta potrebbero indicare nella mano di Camões il centro della tela. Un'altra ninfa sembra ascoltare qualcosa (forse il vento, il rumore delle acque, il poeta stesso?), mentre una quarta ninfa in mezzo alle acque sembra scrutare l'orizzonte. I personaggi sono raggruppati in un cerchio centrale, all'esterno del quale si trovano da un lato una ninfa e dall'altro, in contrappunto, la torre di Belém, che definisce la linea dell'orizzonte.
Esistono degli studi preparatori di questo dipinto, o dei personaggi che ne fanno parte, al museo nazionale di arte contemporanea del Chiado e nella casa-museo Dr. Anastácio Gonçalves, a Lisbona.